# Schwarzroda
Schwarzroda ist ein Ortsteil der sächsischen Stadt Riesa im Landkreis Meißen.

## Geografie
Das frühere Dorf liegt westlich von Riesa und Pochra, nördlich von Canitz, östlich von Borna, südöstlich von Zaußwitz und südwestlich von Großrügeln. Um 1900 wurde das Dorf als Einzelgut mit Gutsblöcken bezeichnet. Südlich von Schwarzroda verläuft die Eisenbahnstrecke Leipzig–Dresden.

## Geschichte
Die erste Erwähnung von Schwarzroda erfolgte 1342. Damals bestand im Ort sogar ein Herrensitz. Der Ortsname war mehrmaligen Änderungen unterzogen, so wurde der Ort im Jahr 1342 (Olzmannus et Henricus) de Swarczinrade genannt gleichzeitig mit den damaligen zwei Besitzern, 1350 Swarzcenrode, 1445 Swarczenrade, 1447 Swarczenrade, 1555 Schwartzrade, 1791 Schwarz Rodaund im 19. Jahrhundert hatte sich dann der Name und die Schreibweise Schwarzroda durchgesetzt.
Bei dem Ortsnamen kann es sich um eine Rodungssiedlung auf dunklem Boden handeln oder der eines Lokators Schwarz. In den Jahren 1445 und 1447 gehörte der Ort zur Pflege Oschatz und ab 1606 zum Amt Oschatz. 1606 übte das Rittergut Canitz die Grundherrschaft aus. Schwarzroda gehörte ursprünglich zur Parochie Borna, von der das Dorf durch eine Kirchenvisitation 1555 und 1556 getrennt und Canitz einverleibt wurde. Bei Schwarzroda soll es sich um ein besonderes Dorf gehandelt haben, welches von den Hussiten oder Polen zerstört wurde. In den Jahren 1764, 1816 und 1843 wurde Schwarzroda weiterhin vom Amt Oschatz verwaltet, bis die Verwaltung 1856 an das Gerichtsamt Riesa und 1875 an die Amtshauptmannschaft Oschatz überging.
Die Zeiten des 30-jährigen und des 7-jährigen Krieges brachten mannigfache Leiden mit sich. Im Jahr 1632 wütete in der Parochie Canitz die Pest, der 106 Einwohner, darunter der Pfarrer zum Opfer fielen. So wurden die Orte vielfach durch feindliche Durchmärsche bedrängt. Die zu Diensten verpflichteten Bauern beteiligten sich am Sächsischen Bauernaufstand von 1790. Sie leisteten dadurch Widerstand, das sie anstatt voller Fuhren nur einen Stein pro Fuhre zum Scheunenbau transportierten. In Schwarzroda standen, neben den herrschaftlichen Vorwerksgebäuden, nur 3 Drescherhäuser, die der Herrschaft gehörten, mit 24 Einwohnern. Das Vorwerk bestand aus der Schäferwohnung, dem Schafstall, 1 Scheune mit 1 Tenne und 1 Scheune mit 3 Tennen und anderen Wirtschaftsgebäuden. Im Vorwerk wurden die herrschaftlichen Schafe gehalten, mit Ausschluss der Hammel, die nach Leckwitz verlegt wurden. Insgesamt war die Herde 1230 Tiere stark. Das dazu gehörige Feld war mit unter den Rittergutsfeldern inbegriffen. Im Jahr 1790 wurden hier ausgesät: 200 Scheffel Korn, 21 Scheffel 3 Viertel 3 Metzen Gerste, 193 Scheffel 3 Viertel 2 Metzen Hafer, 1 Viertel Linsen, 17 Scheffel Wicken. Am 1. Febr. 1715 wurde die Schäferei von einem Sturm eingerissen. Die Kinder von Schwarzroda gingen schon früh nach Canitz in die Schule. Der erste Lehrer wurde in Canitz 1611 erwähnt.
Sachsen kam nach dem Zweiten Weltkrieg in die Sowjetische Besatzungszone und später zur DDR. Nach der Bodenreform wurde das Vorwerk schnell wieder bewirtschaftet. Nach der Gebietsreform 1952 wurde Schwarzroda dem Kreis Riesa im Bezirk Dresden zugeordnet. Die nordöstliche Ecke des Vorwerks, wo nur das Schäferhaus stand, wurde mit einem neuen Schafstall bebaut. Nach 1945 begann man mit 30 Mutterschafen. Später gehörte das Vorwerk zum VEG Cavertitz bei Oschatz. Anfang der 70er Jahre war der Viehbestand auf 1000 Mutterschafe angewachsen. Die Zucht war erfolgreich und die reinrassigen Mutterschafe wurden in das Ausland exportiert zum Beispiel nach Bulgarien, in die Türkei und in die Volksrepublik China. Für die Rassenreinheit war das Gut dem RGW verantwortlich.
Ab dem 1. Januar 1974 wurde Schwarzroda gemeinsam mit Canitz nach Riesa eingemeindet.
Nach der Deutschen Wiedervereinigung kam Schwarzroda zum wiedergegründeten Freistaat Sachsen. Die folgenden Gebietsreformen in Sachsen ordneten den Stadtteil 1994 dem Landkreis Riesa-Großenhain und 2008 dem Landkreis Meißen zu.